# Hendrik Lasure
Hendrik Lasure (Brugge, 14 september 1997) is een Belgische (Vlaamse) componist en pianist.

## Biografie
Hendrik Lasure groeide op in Knokke. Hij ging eerst voor viool naar de muziekacademie. Later stapte hij over naar piano en richtte hij zich op jazz, na het horen van Dizzy Gillespies versie van ‘On the Sunny Side of the Street’. Hij ging naar het Conservatorium in Brussel, waar hij les kreeg van onder andere Diederik Wissels, John Ruocco en Kris Defoort. Hij rondde deze opleiding af in 2017 op 19-jarige leeftijd.
Enkele invloeden die hij heeft genoemd, zijn Arthur Russell, Sun kil Moon en Oneohtrix Point Never. Qua genre richt hij zich enerzijds op moderne jazz, anderzijds richt hij zich ook op alternatieve popmuziek. Hij is lid van het jazzensemble Warm Bad. Samen met percussionist Casper Van de Velde vormt hij het duo SCHNTZL. Hij heeft samengewerkt met het An Pierlé Quartet. Met theatermaker Lisa Verbelen bracht hij TWO. is not a solo, een samenvoeging van theater en popmuziek. Het album Orange Moon brengt akoestische composities met bassist Manolo Cabras en drummer Mathieu Calleja. Verder heeft hij gespeeld in de ensembles Bombataz en Thunderblender. Als pianist heeft hij bijgedragen tot het album Sahar van Tamino.
Met Het Wiel zingt Lasure in het Nederlands. Recensenten vergelijken de muziek op dit album met Sufjan Stevens en Zjef Vanuytsel.

## Discografie

### Albums
- piana&echo (2017)
- Garden Head (2019)
- Orange Moon (2020)
- Het Wiel (2022)

## Prijzen
- Prijs voor ‘beste componist’ op het Tremplin Jazz d’Avignon in 2015[9]
- Sabam Jazz Award voor het album ‘Garden Head’ met het ensemble Warm Bad in 2020